# 미원화학
미원화학 주식회사는 대한민국의 화학 기업으로, 미원상사의 자회사이다.

## 사건 사고
- 울산공장에서 단체교섭 타결에 따른 파업이 발생한 적이 있었다.[2]